# Adam Lesage
Adam Lesage, nacido Cœuret, también llamado Dubuisson (fallecido después de abril de 1683), fue un ocultista profesional y supuesto hechicero francés. Fue uno de los acusados en el conocido como asunto de los venenos.

## Ocultismo y brujería
Lesage, originario de Venoix, cerca de Caen, era un comerciante de lana. Se mudó posteriormente a París, donde obtuvo trabajo en la organización de La Voisin, compuesta por ocultistas dedicados, entre otras actividades, a la venta de veneno para la supuesta práctica de rituales mágicos. En 1667, Lesage ofició junto al abate Mariotte una misa negra, organizada por La Voisin para Madame de Montespan, quien pidió ayuda a Satán para conseguir el amor del rey. Ese mismo año, Lesage fue condenado a galeras por haber participado en misas negras, siendo liberado en 1672 gracias a las influencias de La Voisin. Tras esto, Lesage retomó sus actividades en la organización.
Lesage era amante de La Voisin. Pese a ser una mujer casada, éste prometió que se casaría con ella si enviudaba, persuadiéndola para que matase a su esposo. La Voisin accedió inicialmente a envenenarlo, pero cambió de opinión antes de terminar la labor, forzando a Lesage a abortar el plan.
La principal tarea de Lesage en la organización era llevar a cabo rituales mágicos para los clientes. En primer lugar pedía al cliente que escribiese su deseo en un trozo de papel, el cual introducía posteriormente en una bola de cera, quemándola a continuación. Al cabo de un rato, extraía la bola de las llamas y afirmaba que el Diablo había leído el mensaje.

## Arresto y confesión
Lesage fue arrestado el 22 de mayo de 1679 al igual que muchos de los miembros de la organización de La Voisin. Fue detenido junto al abate Mariotte, siendo acusado de haber oficiado misas negras. Lesage confesó haber llevado a cabo servicios mágicos para la organización, pero afirmó también que había engañado tanto a sus compañeros como a sus clientes.
En los meses de julio y agosto de 1680, tras la ejecución de La Voisin, su hija Marguerite Monvoisin hizo una confesión completa, revelando la lista de clientes de su madre, en la cual figuraba la amante del rey, Madame de Montespan, así como la venta de afrodisíacos, la celebración de misas negras y el intento de asesinato del rey ordenado por Montespan. El ministro Louvois prometió a Lesage que lo dejaría en libertad si hacía una confesión completa. Sus declaraciones, hechas el 26 de septiembre de 1680, confirmaron el testimonio de Monvoisin, informando además de que la celebración de misas negras, a las cuales asistían regularmente damas de la corte real, incluía sacrificios de niños. Su testimonio fue considerado tan horrendo que no fue aceptado como fidedigno, si bien los días 30 de septiembre y 1 de octubre, sus declaraciones acerca del sacrificio de niños, así como las concernientes a Madame de Montespan, fueron confirmadas por la confesión de Françoise Filastre.
El 1 de octubre, el rey Luis XIV fue informado de estos testimonios, ordenando el cierre de la investigación. La Cámara Ardiente fue suspendida hasta el 19 de mayo de 1681, siendo finalmente disuelta en julio de 1682. El 9 de octubre de 1680, Marguerite Monvoisin confirmó el sacrificio de niños durante la celebración de misas negras, lo cual fue corroborado por Étienne Guibourg al día siguiente. En noviembre, Montespan se vio aún más implicada cuando una de sus damas, Claudia de Vin des Œillets, fue identificada por uno de los prisioneros.

## Vida posterior
Adam Lesage, Étienne Guibourg, Marguerite Monvoisin y varios de los otros implicados nunca llegaron a ser juzgados, lo cual habría hecho públicos sus testimonios. Sus confesiones fueron selladas y los acusados condenados a cadena perpetua mediante una lettre de cachet. Lesage, Guibourg, Louis Galet y Romani fueron encerrados en el Chateau de Besançon, mientras que Marguerite Monvoisin, La Pelletiere, La Poulain, La Delaporte y Catherine Leroy fueron encarceladas en Belle-Île-en-Mer. En abril de 1683, Lesage declaró al gobernador de Besançon tener en su poder información acerca de un complot contra el monarca. Louvois sugirió poner a Lesage a pan y agua y golpearlo día y noche para hacerle hablar, si bien Lesage era un mentiroso habitual. Su fecha de defunción es desconocida.